# Kantatie 51
La Kantatie 51, (in svedese Stamväg 51) è una strada principale finlandese. Ha inizio nella capitale Helsinki si dirige verso ovest, costeggiando il golfo di Finlandia e terminando dopo 75 km nei pressi di Raseborg.

## Percorso
La Kantatie 51 tocca i comuni di Espoo, Kirkkonummi, Siuntio e Ingå.